# 古川興二
古川 興二（ふるかわ こうじ、1972年9月3日 - ）は、静岡朝日テレビの元アナウンサー。

## 略歴
神奈川県茅ヶ崎市出身。法政大学卒業後、1995年岩手めんこいテレビ入社。2001年静岡朝日テレビに移籍し、移籍直後に『とびっきり!しずおか』のニュースキャスターに起用される。
2007年にテレビ朝日系列のアナウンス賞を受賞。
2016年3月にアナウンス部から事業部へ異動した。
2025年3月23日投開票の静岡市議会選挙に、駿河区選挙区から自由民主党静岡市静岡支部推薦無所属で立候補。

## 過去の担当番組
- 『スポーツパラダイス』（金曜夜11：15 - ）
- 『エンジョイDIY』（日曜朝8:00 - ）
- 『とびっきり!しずおか』第1部（月 - 金曜夕方4:45 - ）

## めんこいテレビでの担当番組
- 『本宮字松幅』（深夜の情報番組）
- 『土曜は見っと!』
- 『耳tab』（自身初の冠番組）
- 『mitスーパーニュース』